# Olympische Sommerspiele 2024/Teilnehmer (Bulgarien)
| Gelbes Symbol für Goldmedaillen mit stilisierten Olympischen Ringen | Graues Symbol für Silbermedaillen mit stilisierten Olympischen Ringen | Braundes Symbol für Bronzemedaillen mit stilisierten Olympischen Ringen |
| ------------------------------------------------------------------- | --------------------------------------------------------------------- | ----------------------------------------------------------------------- |
| 3                                                                   | 1                                                                     | 3                                                                       |

Bulgarien nahm an den Olympischen Spielen 2024 vom 26. Juli bis zum 11. August 2024 in Paris mit 46 Athleten (21 Männer, 25 Frauen) teil. Es war die insgesamt 22. Teilnahme an Olympischen Sommerspielen.
Für die Eröffnungsfeier der  Olympischen Sommerspiele 2024 wurden die Boxerin Stanimira Petrowa und der Schwimmer Ljubomir Epitropow zu Fahnenträgern ihrer Nation ernannt.

## Medaillen

### Medaillenspiegel
| Rang   | Sportart                   | Gold | Silber | Bronze | Gesamt |
| ------ | -------------------------- | ---- | ------ | ------ | ------ |
| 1      | Ringen                     | 2    | –      | –      | 2      |
| 2      | Gewichtheben               | 1    | –      | 1      | 2      |
| 3      | Rhythmische Sportgymnastik | –    | 1      | –      | 1      |
| 4      | Boxen                      | –    | –      | 1      | 1      |
| 4      | Taekwondo                  | –    | –      | 1      | 1      |
| Gesamt | Gesamt                     | 3    | 1      | 3      | 7      |

### Medaillengewinner
| Name/n            | Sportart                   | Wettkampf                                    |
| ----------------- | -------------------------- | -------------------------------------------- |
| Gold              |                            |                                              |
| Karlos Nassar     | Gewichtheben               | Männer, Klasse bis 89 kg                     |
| Magomed Ramasanow | Ringen                     | Männer, Freistil, Klasse bis 86 kg           |
| Semjon Nowikow    | Ringen                     | Männer, griechisch-römisch, Klasse bis 87 kg |
| Silber            |                            |                                              |
| Borjana Kalejn    | Rhythmische Sportgymnastik | Mehrkampf Einzel                             |
| Bronze            |                            |                                              |
| Javier Ibáñez     | Boxen                      | Männer, Klasse bis 57 kg                     |
| Boschidar Andreew | Gewichtheben               | Männer, Klasse bis 73 kg                     |
| Kimia Alisadeh    | Taekwondo                  | Frauen, Klasse bis 57 kg                     |

## Teilnehmer nach Sportarten

### Badminton
Über die Race-to-Paris-Rangliste erhielt Bulgarien einen je einen Startplatz im Einzel und Doppel der Frauen. Drei Spielerinnen konnten somit an den Start gehen.
| Athleten                       | Wettbewerb | Gruppenphase              | Gruppenphase              | Gruppenphase | Gruppenphase | Achtelfinale  | Achtelfinale  | Viertelfinale    | Viertelfinale     | Halbfinale    | Halbfinale    | Finale / Platz 3 | Finale / Platz 3 | Rang |
| Athleten                       | Wettbewerb | Gegner                    | Ergebnis                  | Punkte       | Rang         | Gegner        | Ergebnis      | Gegner           | Ergebnis          | Gegner        | Ergebnis      | Gegner           | Ergebnis         | Rang |
| ------------------------------ | ---------- | ------------------------- | ------------------------- | ------------ | ------------ | ------------- | ------------- | ---------------- | ----------------- | ------------- | ------------- | ---------------- | ---------------- | ---- |
| Frauen                         |            |                           |                           |              |              |               |               |                  |                   |               |               |                  |                  |      |
| Kalojana Nalbantowa            | Einzel     | An S.-y.                  | 0:2 (15:21, 11:21)        | 1            | 2            | ausgeschieden | ausgeschieden | ausgeschieden    | ausgeschieden     | ausgeschieden | ausgeschieden | ausgeschieden    | ausgeschieden    | 14   |
| Kalojana Nalbantowa            | Einzel     | Qi X.                     | 2:0 (21:18, 21:18)        | 1            | 2            | ausgeschieden | ausgeschieden | ausgeschieden    | ausgeschieden     | ausgeschieden | ausgeschieden | ausgeschieden    | ausgeschieden    | 14   |
| Gabriela Stoewa Stefani Stoewa | Doppel     | Yeung N. T. / Yeung P. L. | 2:1 (21:11, 21:23, 21:15) | 2            | 2            | —             | —             | Chen Q. / Jia Y. | 0:2 (15:21, 8:21) | ausgeschieden | ausgeschieden | ausgeschieden    | ausgeschieden    | 5    |
| Gabriela Stoewa Stefani Stoewa | Doppel     | Liu S. / Tan N.           | 1:2 (21:19, 10:21, 16:21) | 2            | 2            | —             | —             | Chen Q. / Jia Y. | 0:2 (15:21, 8:21) | ausgeschieden | ausgeschieden | ausgeschieden    | ausgeschieden    | 5    |
| Gabriela Stoewa Stefani Stoewa | Doppel     | A. Xu / K. Xu             | 2:0 (21:18, 21:12)        | 2            | 2            | —             | —             | Chen Q. / Jia Y. | 0:2 (15:21, 8:21) | ausgeschieden | ausgeschieden | ausgeschieden    | ausgeschieden    | 5    |

### Boxen
Es hatten sich vier bulgarische Boxer für die Olympischen Spiele qualifiziert. Bei den Europaspielen 2023 erreichten die ersten drei Athleten einen Quotenplatz. Beim ersten internationalen Qualifikationsturnier kam mit Rami Kiwan ein weiterer Athlet hinzu. Radoslaw Rossenow sicherte sich seinen Startplatz beim zweiten internationalen Qualifikationsturnier in Bangkok.
| Athleten          | Wettbewerb         | 1. Runde   | 1. Runde | Achtelfinale   | Achtelfinale | Viertelfinale | Viertelfinale | Halbfinale       | Halbfinale    | Finale        | Finale        | Rang   |
| Athleten          | Wettbewerb         | Gegner     | Ergebnis | Gegner         | Ergebnis     | Gegner        | Ergebnis      | Gegner           | Ergebnis      | Gegner        | Ergebnis      | Rang   |
| ----------------- | ------------------ | ---------- | -------- | -------------- | ------------ | ------------- | ------------- | ---------------- | ------------- | ------------- | ------------- | ------ |
| Frauen            |                    |            |          |                |              |               |               |                  |               |               |               |        |
| Stanimira Petrowa | Klasse bis 54 kg   | Freilos    | Freilos  | Huang H.-w.    | 4:1          | Chang Y.      | 1:4           | ausgeschieden    | ausgeschieden | ausgeschieden | ausgeschieden | 5      |
| Swetlana Stanewa  | Klasse bis 57 kg   | Freilos    | Freilos  | M. Walsh       | 5:0          | Lin Y.-t.     | 0:5           | ausgeschieden    | ausgeschieden | ausgeschieden | ausgeschieden | 5      |
| Männer            |                    |            |          |                |              |               |               |                  |               |               |               |        |
| Javier Ibáñez     | Klasse bis 57 kg   | Freilos    | Freilos  | A. Abdurajimow | 5:0          | S. Harada     | 5:0           | M. Sejitbek Uulu | 1:4           | ausgeschieden | ausgeschieden | Bronze |
| Radoslaw Rossenow | Klasse bis 63,5 kg | B. Usmonow | 5:0      | W. Sanford     | 0:5          | ausgeschieden | ausgeschieden | ausgeschieden    | ausgeschieden | ausgeschieden | ausgeschieden | 9      |
| Rami Kiwan        | Klasse bis 71 kg   | D. Durkacz | 5:0      | S. Davey       | 5:0          | O. Jones      | 0:5           | ausgeschieden    | ausgeschieden | ausgeschieden | ausgeschieden | 5      |

### Fechten
Über das europäische Qualifikationsturnier erhielt Joana Iliewa einen Startplatz im Säbelfechten der Frauen.
| Athleten     | Wettbewerb   | 1. Runde | 1. Runde | 2. Runde     | 2. Runde | Achtelfinale | Achtelfinale | Viertelfinale | Viertelfinale | Halbfinale / Klassifikation | Halbfinale / Klassifikation | Finale / Platzierung | Finale / Platzierung | Rang |
| Athleten     | Wettbewerb   | Gegner   | Ergebnis | Gegner       | Ergebnis | Gegner       | Ergebnis     | Gegner        | Ergebnis      | Gegner                      | Ergebnis                    | Gegner               | Ergebnis             | Rang |
| ------------ | ------------ | -------- | -------- | ------------ | -------- | ------------ | ------------ | ------------- | ------------- | --------------------------- | --------------------------- | -------------------- | -------------------- | ---- |
| Frauen       |              |          |          |              |          |              |              |               |               |                             |                             |                      |                      |      |
| Joana Iliewa | Säbel Einzel | Freilos  | Freilos  | R. Takashima | 15:10    | L. Szűcs     | 10:15        | ausgeschieden | ausgeschieden | ausgeschieden               | ausgeschieden               | ausgeschieden        | ausgeschieden        | 10   |

### Gewichtheben
Mit dem Abschluss der Qualifikationsperiode konnten sich drei bulgarische Gewichtheber einen Startplatz für die Spiele in Paris sichern.
| Athleten          | Wettbewerb       | Reißen                | Reißen                | Stoßen        | Stoßen        | Zweikampf     | Zweikampf     | Rang   |
| Athleten          | Wettbewerb       | Gewicht               | Rang                  | Gewicht       | Rang          | Gewicht       | Rang          | Rang   |
| ----------------- | ---------------- | --------------------- | --------------------- | ------------- | ------------- | ------------- | ------------- | ------ |
| Männer            |                  |                       |                       |               |               |               |               |        |
| Iwan Dimow        | Klasse bis 61 kg | ohne gültigen Versuch | ohne gültigen Versuch | ausgeschieden | ausgeschieden | ausgeschieden | ausgeschieden | DNF    |
| Boschidar Andreew | Klasse bis 73 kg | 154 kg                | 4                     | 190 kg        | 4             | 344 kg        | 3             | Bronze |
| Karlos Nassar     | Klasse bis 89 kg | 180 kg                | 1                     | 224 kg WR, OR | 1             | 404 kg WR, OR | 1             | Gold   |

### Judo
Über die IJF-Weltrangliste konnten sich zwei bulgarische Judokas qualifizieren.
| Athleten      | Wettbewerb       | 1. Runde       | 1. Runde | 2. Runde   | 2. Runde | Achtelfinale  | Achtelfinale  | Viertelfinale | Viertelfinale | Halbfinale / Trostrunde | Halbfinale / Trostrunde | Finale / Platz 3 | Finale / Platz 3 | Rang |
| Athleten      | Wettbewerb       | Gegner         | Ergebnis | Gegner     | Ergebnis | Gegner        | Ergebnis      | Gegner        | Ergebnis      | Gegner                  | Ergebnis                | Gegner           | Ergebnis         | Rang |
| ------------- | ---------------- | -------------- | -------- | ---------- | -------- | ------------- | ------------- | ------------- | ------------- | ----------------------- | ----------------------- | ---------------- | ---------------- | ---- |
| Männer        |                  |                |          |            |          |               |               |               |               |                         |                         |                  |                  |      |
| Mark Christow | Klasse bis 73 kg | A.-A. Houssein | 10:0s3   | —          | —        | S. Hashimoto  | 0:1s1         | ausgeschieden | ausgeschieden | ausgeschieden           | ausgeschieden           | ausgeschieden    | ausgeschieden    | 9    |
| Iwajlo Iwanow | Klasse bis 90 kg | C. Sagaipov    | 1:0s1    | L. Bekauri | 0s1:1s1  | ausgeschieden | ausgeschieden | ausgeschieden | ausgeschieden | ausgeschieden           | ausgeschieden           | ausgeschieden    | ausgeschieden    | 9    |

### Kanu

#### Kanurennsport
Bei den Weltmeisterschaften 2023 konnte ein Quotenplatz im Einer-Kajak der Frauen erreicht werden.
| Athleten        | Wettbewerb | Vorlauf     | Vorlauf | Viertelfinale | Viertelfinale | Halbfinale  | Halbfinale | A/B-Finale    | A/B-Finale    | Rang |
| Athleten        | Wettbewerb | Zeit        | Rang    | Zeit          | Rang          | Zeit        | Rang       | Zeit          | Rang          | Rang |
| --------------- | ---------- | ----------- | ------- | ------------- | ------------- | ----------- | ---------- | ------------- | ------------- | ---- |
| Frauen          |            |             |         |               |               |             |            |               |               |      |
| Joana Georgiewa | K1 500 m   | 1:55,76 min | 3       | 1:51,74 min   | 3             | 1:54,02 min | 7          | ausgeschieden | ausgeschieden | 28   |

### Leichtathletik
Springen und Werfen
| Athleten              | Wettbewerb | Qualifikation | Qualifikation | Finale        | Finale        | Rang |
| Athleten              | Wettbewerb | Weite/Höhe    | Rang          | Weite/Höhe    | Rang          | Rang |
| --------------------- | ---------- | ------------- | ------------- | ------------- | ------------- | ---- |
| Frauen                |            |               |               |               |               |      |
| Mirela Demirewa       | Hochsprung | 1,88 m        | 19            | ausgeschieden | ausgeschieden | 19   |
| Plamena Mitkowa       | Weitsprung | 6,45 m        | 19            | ausgeschieden | ausgeschieden | 19   |
| Gabriela Petrowa      | Dreisprung | 13,77 m       | 21            | ausgeschieden | ausgeschieden | 21   |
| Männer                |            |               |               |               |               |      |
| Tichomir Iwanow       | Hochsprung | 2,24 m        | 12            | 2,27 m        | 8             | 8    |
| Boschidar Sarabojukow | Weitsprung | 7,87 m        | 14            | ausgeschieden | ausgeschieden | 14   |

### Moderner Fünfkampf
Über das UIPM-Ranking qualifizierte sich Todor Michalew für die Olympischen Spiele.
| Athleten       | Fechten | Fechten | Halbfinale  | Halbfinale | Halbfinale         | Halbfinale         | Halbfinale  | Halbfinale | Halbfinale   | Halbfinale | Halbfinale | Halbfinale | Finale        | Finale        | Finale             | Finale             | Finale        | Finale        | Finale        | Finale        | Finale        | Finale        | Rang |
| Athleten       | Fechten | Fechten | Reiten      | Reiten     | Bonusrunde Fechten | Bonusrunde Fechten | Schwimmen   | Schwimmen  | Combined     | Combined   | Punkte     | Rang       | Reiten        | Reiten        | Bonusrunde Fechten | Bonusrunde Fechten | Schwimmen     | Schwimmen     | Combined      | Combined      | Punkte        | Rang          | Rang |
| Athleten       | Bilanz  | Punkte  | Strafpunkte | Punkte     | Bilanz             | Punkte             | Zeit        | Punkte     | Zeit         | Punkte     | Punkte     | Rang       | Strafpunkte   | Punkte        | Bilanz             | Punkte             | Zeit          | Punkte        | Zeit          | Punkte        | Punkte        | Rang          | Rang |
| -------------- | ------- | ------- | ----------- | ---------- | ------------------ | ------------------ | ----------- | ---------- | ------------ | ---------- | ---------- | ---------- | ------------- | ------------- | ------------------ | ------------------ | ------------- | ------------- | ------------- | ------------- | ------------- | ------------- | ---- |
| Männer         |         |         |             |            |                    |                    |             |            |              |            |            |            |               |               |                    |                    |               |               |               |               |               |               |      |
| Todor Michalew | 20:15   | 225     | 7           | 293        | 0:1                | 0                  | 2:06,85 min | 297        | 10:24,04 min | 676        | 1491       | 12         | ausgeschieden | ausgeschieden | ausgeschieden      | ausgeschieden      | ausgeschieden | ausgeschieden | ausgeschieden | ausgeschieden | ausgeschieden | ausgeschieden | 22   |

### Ringen
Die bulgarischen Ringer konnten sechs Quotenplätze erreichen. Im griechisch-römischen Stil bis 87 kg bei den Weltmeisterschaften 2023 und zwei beim europäischen Qualifikationsturnier. Beim finalen Qualifikationsturnier in Istanbul wurden drei weitere Startplätze gesichert.

#### Freier Stil
Legende: G = Gewonnen, V = Verloren, S = Schultersieg
| Athleten          | Wettbewerb       | Achtelfinale | Achtelfinale | Viertelfinale | Viertelfinale | Halbfinale    | Halbfinale    | Hoffnungsrunde Halbfinale | Hoffnungsrunde Halbfinale | Hoffnungsrunde Finale | Hoffnungsrunde Finale | Finale        | Finale        | Rang |
| Athleten          | Wettbewerb       | Gegner       | Ergebnis     | Gegner        | Ergebnis      | Gegner        | Ergebnis      | Gegner                    | Ergebnis                  | Gegner                | Ergebnis              | Gegner        | Ergebnis      | Rang |
| ----------------- | ---------------- | ------------ | ------------ | ------------- | ------------- | ------------- | ------------- | ------------------------- | ------------------------- | --------------------- | --------------------- | ------------- | ------------- | ---- |
| Frauen            |                  |              |              |               |               |               |               |                           |                           |                       |                       |               |               |      |
| Biljana Dudowa    | Klasse bis 62 kg | J. Lindborg  | 8:3          | I. Koljadenko | 3:7           | ausgeschieden | ausgeschieden | P. Orchon                 | 1:3                       | ausgeschieden         | ausgeschieden         | ausgeschieden | ausgeschieden | 8    |
| Julijana Janewa   | Klasse bis 76 kg | M. Marín     | 1:7          | ausgeschieden | ausgeschieden | ausgeschieden | ausgeschieden | ausgeschieden             | ausgeschieden             | ausgeschieden         | ausgeschieden         | ausgeschieden | ausgeschieden | 15   |
| Männer            |                  |              |              |               |               |               |               |                           |                           |                       |                       |               |               |      |
| Magomed Ramasanow | Klasse bis 86 kg | A. Moore     | 12:2         | J. Shapiev    | 4S:1          | A. Brooks     | 4:3           | —                         | —                         | —                     | —                     | H. Yazdani    | 7:1           | Gold |

#### Griechisch-römischer Stil
Legende: G = Gewonnen, V = Verloren, S = Schultersieg
| Athleten        | Wettbewerb        | Achtelfinale  | Achtelfinale | Viertelfinale | Viertelfinale | Halbfinale    | Halbfinale    | Hoffnungsrunde Halbfinale | Hoffnungsrunde Halbfinale | Hoffnungsrunde Finale | Hoffnungsrunde Finale | Finale        | Finale        | Rang |
| Athleten        | Wettbewerb        | Gegner        | Ergebnis     | Gegner        | Ergebnis      | Gegner        | Ergebnis      | Gegner                    | Ergebnis                  | Gegner                | Ergebnis              | Gegner        | Ergebnis      | Rang |
| --------------- | ----------------- | ------------- | ------------ | ------------- | ------------- | ------------- | ------------- | ------------------------- | ------------------------- | --------------------- | --------------------- | ------------- | ------------- | ---- |
| Männer          |                   |               |              |               |               |               |               |                           |                           |                       |                       |               |               |      |
| Ajk Mnazakanjan | Klasse bis 77 kg  | S. Süleymanov | 0:2          | ausgeschieden | ausgeschieden | ausgeschieden | ausgeschieden | ausgeschieden             | ausgeschieden             | ausgeschieden         | ausgeschieden         | ausgeschieden | ausgeschieden | 12   |
| Semjon Nowikow  | Klasse bis 87 kg  | T. Bisultanov | 5:1          | L. Gobadse    | 8:3           | D. Losonczi   | 3:1           | —                         | —                         | —                     | —                     | A. Mohmadi    | 7:0           | Gold |
| Kiril Milow     | Klasse bis 130 kg | Y. Acosta     | 1:1V         | ausgeschieden | ausgeschieden | ausgeschieden | ausgeschieden | A. Mohamed                | 4:6                       | ausgeschieden         | ausgeschieden         | ausgeschieden | ausgeschieden | 9    |

### Rudern
Bei den Weltmeisterschaften 2023 konnte ein Startplatz im Einer der Frauen errudert werden. Zudem ist man durch das Abschneiden bei der europäischen Qualifikationsregatta auch im Einer der Männer startberechtigt.
| Athleten            | Wettbewerb | Vorlauf     | Vorlauf | Vorlauf       | Hoffnungslauf / Viertelfinale | Hoffnungslauf / Viertelfinale | Hoffnungslauf / Viertelfinale | Halbfinale  | Halbfinale | Halbfinale    | Finale      | Finale | Rang |
| Athleten            | Wettbewerb | Zeit        | Rang    | Qualifikation | Zeit                          | Rang                          | Qualifikation                 | Zeit        | Rang       | Qualifikation | Zeit        | Rang   | Rang |
| ------------------- | ---------- | ----------- | ------- | ------------- | ----------------------------- | ----------------------------- | ----------------------------- | ----------- | ---------- | ------------- | ----------- | ------ | ---- |
| Frauen              |            |             |         |               |                               |                               |                               |             |            |               |             |        |      |
| Dessislawa Angelowa | Einer      | 7:42,73 min | 2       | Viertelfinale | 7:41,25 min                   | 3                             | Halbfinale A/B                | 7:27,16 min | 3          | A-Finale      | 7:33,19 min | 6      | 6    |
| Männer              |            |             |         |               |                               |                               |                               |             |            |               |             |        |      |
| Kristijan Wassilew  | Einer      | 6:56,63 min | 2       | Viertelfinale | 6:58,67 min                   | 4                             | Halbfinale C/D                | 6:57,75 min | 2          | C-Finale      | 6:44,61 min | 2      | 14   |

### Schießen
| Athleten                          | Wettbewerb                  | Qualifikation   | Qualifikation | Finale          | Finale        |
| Athleten                          | Wettbewerb                  | Ringe/ Scheiben | Rang          | Ringe/ Scheiben | Rang          |
| --------------------------------- | --------------------------- | --------------- | ------------- | --------------- | ------------- |
| Frauen                            |                             |                 |               |                 |               |
| Antoaneta Kostadinowa             | 10 m Luftpistole            | 573             | 16            | ausgeschieden   | ausgeschieden |
| Antoaneta Kostadinowa             | 25 m Sportpistole           | 583             | 11            | ausgeschieden   | ausgeschieden |
| Männer                            |                             |                 |               |                 |               |
| Kiril Kirow                       | 10 m Luftpistole            | 575             | 16            | ausgeschieden   | ausgeschieden |
| Mixed                             |                             |                 |               |                 |               |
| Kiril Kirow Antoaneta Kostadinowa | 10 m Luftpistole Mannschaft | 574             | 12            | ausgeschieden   | ausgeschieden |

### Schwimmen
| Athleten           | Wettbewerb          | Vorlauf     | Vorlauf | Halbfinale    | Halbfinale    | Finale        | Finale        | Rang |
| Athleten           | Wettbewerb          | Zeit        | Rang    | Zeit          | Rang          | Zeit          | Rang          | Rang |
| ------------------ | ------------------- | ----------- | ------- | ------------- | ------------- | ------------- | ------------- | ---- |
| Frauen             |                     |             |         |               |               |               |               |      |
| Gabriela Georgiewa | 100 m Rücken        | 1:02,16 min | 24      | ausgeschieden | ausgeschieden | ausgeschieden | ausgeschieden | 24   |
| Gabriela Georgiewa | 200 m Rücken        | 2:12,15 min | 21      | ausgeschieden | ausgeschieden | ausgeschieden | ausgeschieden | 21   |
| Männer             |                     |             |         |               |               |               |               |      |
| Ljubomir Epitropow | 200 m Brust         | 2:10,59 min | 13      | 2:09,93 min   | 9             | ausgeschieden | ausgeschieden | 9    |
| Petar Mizin        | 400 m Freistil      | 3:49,30 min | 21      | —             | —             | ausgeschieden | ausgeschieden | 21   |
| Petar Mizin        | 200 m Schmetterling | 1:57,03 min | 19      | ausgeschieden | ausgeschieden | ausgeschieden | ausgeschieden | 19   |
| Jossif Miladinow   | 100 m Schmetterling | 51,77 s     | 17      | ausgeschieden | ausgeschieden | ausgeschieden | ausgeschieden | 17   |

### Taekwondo
| Athleten       | Wettbewerb       | Achtelfinale | Achtelfinale | Viertelfinale | Viertelfinale | Hoffnungsrunde Halbfinale | Hoffnungsrunde Halbfinale | Halbfinale    | Halbfinale    | Hoffnungsrunde Finale | Hoffnungsrunde Finale | Finale        | Finale        | Rang   |
| Athleten       | Wettbewerb       | Gegner       | Ergebnis     | Gegner        | Ergebnis      | Gegner                    | Ergebnis                  | Gegner        | Ergebnis      | Gegner                | Ergebnis              | Gegner        | Ergebnis      | Rang   |
| -------------- | ---------------- | ------------ | ------------ | ------------- | ------------- | ------------------------- | ------------------------- | ------------- | ------------- | --------------------- | --------------------- | ------------- | ------------- | ------ |
| Frauen         |                  |              |              |               |               |                           |                           |               |               |                       |                       |               |               |        |
| Kimia Alisadeh | Klasse bis 57 kg | N. Kiani     | 1:2          | ausgeschieden | ausgeschieden | C. Toumi                  | 2:0                       | ausgeschieden | ausgeschieden | Luo Z.                | 2:1                   | ausgeschieden | ausgeschieden | Bronze |

### Tennis
Bulgariens Nummer eins bei den Männern, Grigor Dimitrow, nahm nicht an den Olympischen Spielen teil, da er nicht alle Teilnahmebedingungen erfüllte, zu denen in den letzten Jahren auch die Teilnahme am Davis Cup gehörte.
| Athleten         | Wettbewerb | 1. Runde | 1. Runde  | 2. Runde   | 2. Runde       | Achtelfinale  | Achtelfinale  | Viertelfinale | Viertelfinale | Halbfinale    | Halbfinale    | Finale / Platz 3 | Finale / Platz 3 | Rang |
| Athleten         | Wettbewerb | Gegner   | Ergebnis  | Gegner     | Ergebnis       | Gegner        | Ergebnis      | Gegner        | Ergebnis      | Gegner        | Ergebnis      | Gegner           | Ergebnis         | Rang |
| ---------------- | ---------- | -------- | --------- | ---------- | -------------- | ------------- | ------------- | ------------- | ------------- | ------------- | ------------- | ---------------- | ---------------- | ---- |
| Frauen           |            |          |           |            |                |               |               |               |               |               |               |                  |                  |      |
| Wiktorija Tomowa | Einzel     | M. Fręch | 6:4, 7:64 | E. Navarro | 7:65, 4:6, 1:6 | ausgeschieden | ausgeschieden | ausgeschieden | ausgeschieden | ausgeschieden | ausgeschieden | ausgeschieden    | ausgeschieden    | 17   |

### Turnen

#### Gerätturnen
Beide bulgarischen Mannschaften hatten die Qualifikation für die Olympischen Spiele verpasst. Kewin Penew konnte sich jedoch einen persönlichen Startplatz über den Sprungwettbewerb bei den Weltmeisterschaften 2023 sichern. Zudem erreichte auch Walentina Georgiewa durch ihre Ergebnisse im Weltcup am Sprung einen persönlichen Startplatz.
| Athleten            | Wettbewerb       | Qualifikation | Qualifikation | Finale        | Finale        | Rang |
| Athleten            | Wettbewerb       | Punkte        | Rang          | Punkte        | Rang          | Rang |
| ------------------- | ---------------- | ------------- | ------------- | ------------- | ------------- | ---- |
| Frauen              |                  |               |               |               |               |      |
| Walentina Georgiewa | Schwebebalken    | 10,633        | 77            | ausgeschieden | ausgeschieden | 77   |
| Walentina Georgiewa | Sprung           | 13,999        | 9             | 13,983        | 5             | 5    |
| Walentina Georgiewa | Stufenbarren     | 11,500        | 75            | ausgeschieden | ausgeschieden | 75   |
| Männer              |                  |               |               |               |               |      |
| Kewin Penew         | Barren           | 12,466        | 61            | ausgeschieden | ausgeschieden | 61   |
| Kewin Penew         | Boden            | 14,166        | 12            | ausgeschieden | ausgeschieden | 12   |
| Kewin Penew         | Pauschenpferd    | 11,633        | 61            | ausgeschieden | ausgeschieden | 61   |
| Kewin Penew         | Reck             | 12,200        | 60            | ausgeschieden | ausgeschieden | 60   |
| Kewin Penew         | Ringe            | 13,166        | 40            | ausgeschieden | ausgeschieden | 40   |
| Kewin Penew         | Sprung           | 14,000        | 45            | ausgeschieden | ausgeschieden | 45   |
| Kewin Penew         | Mehrkampf Einzel | 77,631        | 42            | ausgeschieden | ausgeschieden | 42   |

#### Rhythmische Sportgymnastik
Durch ihren Sieg bei den Weltmeisterschaften 2022 im heimischen Sofia konnten sich die bulgarischen Gymnastinnen einen Startplatz für den Mannschaftswettbewerb sichern. Auch im Einzel konnten zwei Startplätze erreicht werden, sodass Bulgarien mit dem maximalen Kontingent an Gymnastinnen in Paris vertreten war.
| Athletinnen                                                                               | Wettbewerb           | Qualifikation | Qualifikation | Finale        | Finale        | Rang   |
| Athletinnen                                                                               | Wettbewerb           | Punkte        | Rang          | Punkte        | Rang          | Rang   |
| ----------------------------------------------------------------------------------------- | -------------------- | ------------- | ------------- | ------------- | ------------- | ------ |
| Frauen                                                                                    |                      |               |               |               |               |        |
| Borjana Kalejn                                                                            | Mehrkampf Einzel     | 136,450       | 3             | 140,600       | 2             | Silber |
| Stilijana Nikolowa                                                                        | Mehrkampf Einzel     | 127,700       | 11            | ausgeschieden | ausgeschieden | 11     |
| Kamelija Petrowa Sofija Iwanowa Rejtschal Stojanow Magdalina Minewska Margarita Wassilewa | Mehrkampf Mannschaft | 70,400        | 1             | 67,800        | 4             | 4      |